# Enlil
Enlil (sumersko 𒀭𒂗𒆤 dEN.LÍL, Gospodar vetra) kasneje znan kot Elil, je bil mezopotamski bog, povezan z vetrom, zrakom, zemljo in neurji. Sprva je bil vrhovni bog sumerskega panteona, kasneje pa so ga častili tudi Akadci, Babilonci, Asirci in Huriti. Njegovo kultno središče je bil tempelj Ekur v Nipurju, ki naj bi ga zgradil on sam in se je omenjal kot "sidrna vrv" nebes in zemlje. Enlil se v sumerskih besedilih včasih omenja tudi kot Nunamnir. Po eni od sumerskih hvalnic je bil Enlil tako svet, da ga tudi drugi bogovi niso smeli gledati. Uveljavil se je v 24. stoletju pr. n. št. z vzponom Nipurja. Njegov kult je po elamitski zasedbi Nipurja leta 1230 pr. n. št. začel propadati. Na koncu ga je na položaju glavnega boga mezopotamskega panteona izpodrinil babilonsko nacionalni bog Marduk. 
Sinkretično božanstvo Enlila, Marduka in pastirskega božanstva Dumuzija je bil babilonski bog Bel.
Enlil je igral pomembno vlogo v sumerskem mitu o ustvaritvi sveta. Ločil je An (nebesa) in Ki (zemljo), s čimer je svet postal primeren za naselitev ljudi. V sumerskem mitu o vesoljnem potopu je Enlil nagradil Ziusudro z nesmrtnostjo, ker je preživel potop, v babilonskem mitu o potopu pa je potop poslal sam Enlil, da bi iztrebil človeški rod, ker je bil prehrupen in mu ni dal spati.
Mit Enlil in Ninlil pripoveduje o tem, kako je Enlil v različnih preoblekah večkrat zapeljal   boginjo Ninlil.  Spočela sta boginjo lune Nano in  podzemna božanstva  Nergala, Ninazuja in Enbiluluja. Enlil je veljal za izumitelja rovnice in pokrovitelja kmetijstva in igral pomembno vlogo v več mitih, v katerih je nastopal tudi njegov sin Ninurta. Mednje spadata mita Anzu in Tablica usod in Lugal.

## Ime
Enlilovo ime je sestavljeno iz sumerskega EN (𒂗), ki pomeni "gospodar", in LÍL (𒆤), ki pomeni "veter". Njegovo ime bi se torej lahko prevedlo kot "gospodar vetra". Slovnica imena Enlil kaže, da so ga imeli za poosebljenje  vetra in ne za njegov vzrok.

## Čaščenje
Enlil je bil zavetnik sumerske mestne države Nipur. V mestu je bilo tudi njegovo glavno svetišče Ekur. Ekur v sumerščini pomeni  "gorska hiša". Za svetišče so verjeli, da je "sidrna vrv"  nebes in zemlje, se pravi "kanal za komuniciranje med zemljo in nebesi". Hvalnica, napisana med vladanjem Ur-Nammuja, ustanovitelja Tretje urske dinastije,  podrobno opisuje E-kur: na vhodnih vratih so bile izklesane podobe nižjega božanstva Imduguda (Anzu), ki so ga včasih prikazovali kot ogromnega ptiča, ki ubija leva, in orla, ki požira grešnika.
Sumerci so verjeli, da je edini namen obstoja ćloveštva služiti bogovom. Kipe bogov so imeli za utelešenje bogov samih. Kultni kipi so bili zato predmet stalne skrbi in pozornosti. Zanje je stalno skrbelo več svečenikov. Ljudje so Enlila častili z darovanjem živil in drugih človeških potrebščin. Za  živila, ki so jih obredno polagali pred kip boga, so verjeli, da jih bo pojedel bog, vendar so se po obredu razdelila svečenikom. Svečeniki so bili zadolženi za menjavo kultnih oblačil kipa.

"Enlil, ki sedi na belem odru, na veličastnem odru, ki odloča  o moči, gospostvu in knežjih položajih, zemeljski bogovi se pred njim v strahu priklonijo, nebeški bogovi se pred njim ponižajo ..."

- Sumerska hvalnica Enlilu, prevod Samuel Noah Kramer

Sumerci so imeli Enlila za dobrodušnega očetovskega boga, ki je skrbel za ljudi in njihovo dobro počutje. Ena od sumerskih hvalnic ga opisuje kot tako slavnega, da ga niti bogovi niso smeli gledati. Hvalnica omenja tudi to, da bi brez Enlila civilizacija ne obstajala. Med Enlilove epitete sta spadala "velika gora" in "kralj tujih dežel". Enlil je včasih opisan tudi kot "besneč vihar", "divji bik" in "trgovec". Mezopotamci so v njem videli stvarnika, očeta, kralja in vrhovnega gospodarja vesolja.  Imenovali so ga tudi Nunamnir in najmanj v enem besedilu "vzhodni veter in zahodni veter".
Kralji so imeli Enlila za vzor vladarja in ga poskušali posnemati.  Enlil naj bi bil nadvse pravičen in  netoleranten do zla.  Vladarji iz cele Sumerije so potovali v njegov tempelj v Nipurju, da bi legitimirali svojo oblast.  V zahvalo so templju darovali zemljo in dragocenosti. Nipur je bil edino sumersko mesto-država, ki nikoli ni zgradil vladarske palače.  To naj bi simboliziralo njegov pomen kot središča kulta Enlila in Enlila prikazalo kot mestnega kralja.  Tudi v babilonskem obdobju, ko je Enlila na položaju vrhovnega boga zamenjal Marduk, so babilonski kralji še vedno potovali v sveto mesto Nipur, da bi dobili priznanje svoje pravice do vladanja.
Enlil je začel dobivati ugled v 24. stoletju pr. n. št., ko je začel pojemati pomen boga Anuja. V tem obdobju sta se v napisih pogosto skupaj navajala Enlil in Anu. Enlil je ostal vrhovni mezopotamski  bog  skozi celotno obdobje Amoritov, pri čemer so amoritski vladarji razglasili Enlila za vir njihove legitimnosti. Enlilov pomen je začel upadati, ko je Sumerijo osvojil babilonski kralj Hamurabi (vladal okoli 1792–1750 pr. n. št). Babilonci so častili Enlila pod imenom Elil, Huriti pa so ga združili s svojim bogom Kumarbijem. V enem od huritskih obredov so se na Enlila in Apantu obračali z "oče in mati Išhare". Na Enlila so se obračali tudi skupaj z boginjo Ninlil kot na člana "mogočnih in trdno uveljavljenih bogov".
V kasitskem obdobju (okoli 1592-1155 pr. n. št.) je Nipurju za kratek čas uspelo povrniti vpliv v regiji in Enlil je spet postal pomemben. Okoli leta 1300 pr. n. št. je bil sinkretiziran z asirskim nacionalnim bogom Ašurjem, najpomembnejšim božanstvom v asirskem panteonu. Leta 1230 pr. n. št. so Nipur napadli Elamiti. Mesto je začelo propadati in Enlil z njim. Približno sto let pozneje je vlogo Enlila kot glave panteona dobil Marduk, nacionalni bog Babiloncev. Enlilov pomen v panteonu je znatno upadel, njegovi templji pa so kljub temu delovali še celo novoasirsko obdobje (911-609 pr. n. št.) in celo Babilonci so v Anuju in Enlilu  videli bogova, ki sta Marduku podelila svojo moč.
V 1. tisočletju pr. n. št. so Babilonci častili božanstvo Bel, kar pomeni "gospodar", ki je bil sinkretizacija Enlila, Marduka in umirajočega boga Dumuzija. Bel je imel vse kultne naslove Enlila in večinoma enak status. Sčasoma je začel veljati za boga reda in usode.
Ašur je bil medtem še naprej znan kot "asirski Enlil" ali "Enlil bogov". Po propadu novoasirskega cesarstva so bili Enlilovi kipi razbiti in templji uničeni, ker je bil neločljivo povezan z Asirci, ki so jih mnogi osvojeni narodi sovražili. Enlila so pod imenom Marduk častili približno do leta 141 pr. n. št., ko je Mardukov kult  začel upadati, dokler ni šel skoraj povsem v pozabo.

## Ikonografija
V mezopotamski ikonografiji se Enlil ni upodabljal kot človeku podobno bitje. Upodabljali so ga kot rogato krono z do sedem pari volovskih rogov. Takšne krone so bili pomemben simbol božanskosti. Bogovi so se z njimi upodabljali  od 3. tisočletja pr. n. št. in tudi potem, ko so Mezopotamijo osvojili Perzijci.
Sumerci so imeli zapleten numerološki sistem, v katerem so imele določene številke poseben obredni pomen. V tem sistemu je bil Enlil povezan s številko 50, ki je bila zanj sveta.
Enlil je bil član triade božanstev, v kateri sta bila še Anu in Enki.  Ti trije bogovi so bili utelešenje vseh stalnih zvezd na nočnem nebu. Anu je bil poistoveten z vsemi zvezdami na ekvatorialnem nebu, Enlil z zvezdami na severnem nebu in Enki s tistimi na južnem nebu. Del Enlilove nebesne orbite je bil neprekinjen simetričen krog okoli severnega nebesnega pola, medtem ko sta se Anujev in Enkijev krog v nekaj točkah prekrivala. Enlil je bil povezan z ozvezdjem Volar.

## Mitologija

### Miti o začetku
Glavni vir podatkov o sumerskem mitu o stvaritvi sveta je prolog epske pesnitve  Gilgameš, Enkidu in Spodnji svet, ki opisuje potek stvaritve: sprva je bil samo Nammu, prvobitno morje. Zatem je Nammu rodil Anuja (nebo) in Ki (zemljo). Anu in Ki sta spočela Enlila, ki je ločil Anuja in Ki. Enlil je prisvojil zemljo in nebo prepustil Anuju.
Enlil and Ninlil je skoraj celotna sumerska pesnitev, dolga 152 vrstic, ki opisuje ljubimkanje Enlila in boginje Ninlil. Ninlilina mati Nunbaršegunu je ukazala Ninlil, naj se gre kopat v reko. Ninlil je odšla do reke, kjer jo je Enlil zapeljal in zaplodil njunega sina, boga meseca Nano. Enlil je bil za kazen izgnan v sumerski podzemni svet Kur. Ninlil mu je sledila in naletela na Enlila, utelešenega v "moža na vratih". Ninlil je hotela izvedeti, kam je odšel Enlil, on pa ji, še vedno kot "mož na vratih", ni odgovoril. Zatem jjo je še drugič  zapeljal in zaplodil boga smrti Nergala. Enak scenarij se je ponovil, ko se je Enlil pretvoril v "moža reke spodnjega  sveta, moža goreče reke" in Ninlil zaplodil boga spodnjega sveta in zdravilstva Ninazuja. Enlil se je nazadnje pretvoril še v "moža na čolnu",  zapeljal Ninlil in zaplodil Enbiluluja,  "nadzornika kanalov".
Zgodba o Enlilovem dvorjenju Ninlil je predvsem genealoški mit, izmišljen za razlago izvora luninega boga Nane in različnih bogov podzemlja, do neke mere pa tudi pripoveduje zgodbo o odraščanju in staranju Enlila in Ninlil. Zgodba razloži tudi vlogo Ninlil kot Enlilove družice; v zgodbi Ninlil odkrito izjavi: "Tako kot je Enlil tvoj gospodar, sem tudi jaz tvoja ljubica!" Zgodba je tudi zgodovinsko pomembna: če je njena trenutna interpretacija pravilna, je najstarejši znani mit, v katerem bog spreminja svojo podobo.

### Mit o vesoljnem potopu
V sumerski različici zgodbe o vesoljnem potopu so vzroki za potop nejasni, ker je del glinaste tablice z zgodbo o potopu uničen. Edini smrtnik, ki je uspel preživeti potop, je bil Ziusudra, zelo verjetno z Enkijevo pomočjo. Tablica se začne sredi opisa potopa. Trajel je sedem dni in sedem noči, potem pa je voda upadla in pojavil se jel bog sonca Utu.  Ziusudra je odprl okno svoje barke in pred bogom padel na kolena. Zatem je Utuju v čast žrtvoval vola in ovco. Na tem mestu je besedilo ponovno prekinjeno. Nadaljuje se sredi dogajanja, ko Enlil in Anu razglašata Ziusudro za nesmrtnega, ker je uspel preživeti potop. Nadaljevanje besedila je uničeno.
V kasnejši akadski razčičici zgodbe o vesoljnem potopu, zapisani v Epu o Gilgamešu, je potop povzroččil Enlil. da bi uničil vsa živa bitja na zemlji, ker so bila prehrupna in zato ni mogel spati. V tej različici zgodbe je junaka Utnapištima pred potopom pravočasno posvaril Ea, babilonski ekvivalent Enlila. Potop je trajal sedem dni. Ko se je končal, je Ištar, ki je objokovala uničenje človeštva, obljubila Utnapištimu, da Enlil ne bo povzročil še enega vesoljnega potopa. Ko je Enlil videl, da sta Utnapištim in njegova družina preživela, je bil ogorčen. Za človeštvo se je zavzel njegov sin Ninurta in mu rekle, da človeštva ne bi smel uničevati s poplavami, ampak z divjimi živalmi in lakoto. Enlil je odšel v čoln, Utnapištim in njegova žena pa sta se mu priklonila. Enlil se je pomiril in Utnapištimu kot nagrado za zvestobo bogovom podelil nesmrtnost.

### Glavni bog in razsodnik
Skoraj celotna 108 vrstična pesnitev iz zgodnjega dinastičnega obdobja (okoli  2900 – 2350 pr. n. št.) opisuje Enlilov izum krampa,  motike in sekire, ključnih sumerskih poljedelskih orodij. Enlil v pesmi pričara kramp in odloča o njegovi usodi. Kramp je opisan kot čudovito lep, narejen iz čistega zlata in z glavo iz lapisa lazuli. Orodje je izročil ljudem, ki so ga uporabljali  za gradnjo mest, podrejanje ljudi, in pletje plevela.  Ljudje so verjeli, da Enlil pomaga pri rasti rastlin.
Sumeska pesnitev Enlil izbere boga kmetov (ali Spor med zimo in poletjem) opisuje, kako je Enlil v upanju, da bo "vzpostavil obilje in blaginjo", ustvaril bogova Emeša in Entena, pastirja in kmeta.  Bogova sta se prepirala, ker je Emeš zahteval Entenov položaj. V spor je posegel Enlil in razsodil v Entenovo korist. Oba boga sta bila tega vesela in se spravila.

### Ninurtova mita
V sumerski pesnitvi Lugal-e Enlil svetuje svojemu sinu, bogu Ninurti, kako ubiti demona Asaga. Nasvet mu pošlje preko Šarurja, Ninurtovega čarovnega govorečega kija, ki ga je Ninurta poslal v kraljestvo bogov, da bi dobil Enlilov nasvet.
S staro, srednje in poznobabilonskem mitu Anzu in Tablica usod je Anzu ogromen pošasten ptič,  ki je prevaral Enlila in mu med pripravami na kopanje ukradel Tablico usod. Tablica usod je bila Enlilova sveta glinasta tablica, ki mu je dajala moč. Reke so presušile, bogovi pa so izgubili vso svojo moč. Bogovi so poslali Adada, Gera in Šara, da bi porazili Anzuja, vendar jim to ni uspelo. Ea je zato predlagal bogovom, naj proti Anzuju pošljejo Enlilovega sina Ninurto. Ninurti je uspelo poraziti Anzuja in vrniti Tablico usod svojemu očetu. Za nagrado je dobil častno mesto v zboru bogov.

### Vojna bogov
Zelo poškodovano besedilo iz novoasirskega obdobja (911-612 pr. n. št.) opisuje Marduka, ki je pripeljal vojsko Anunakov v sveto mesto Nipur in povzročil nemir. Nemir je povzročil poplavo, ki je prisila bogove Nipurja, da so se pod Enlilovim vodstvom zatekli k Ninurti v tempelj Ešumeša. Enlil, jezen zaradi Mardukovega prestopka, je ukazal bogovom Ešumeše, naj vzamejo Marduka in druge Anunakije za ujetnike. Anunakije so ujeli, zato je Marduk ukazal vodji svoje predhodnice Mušteširhablimu, naj sproži upor proti bogovom Ešumeše in pošlje svojega glasnika Neretagmila, da opozori boga pismenosti Nabuja. Ko so za to izvedeli bogovi Ešumeše, so odšli iz templja, da bi Nabuja poiskali. Marduk je premagal bogove Ešumeše in jih 360, vključno s samim Enlilom, vzel  za vojne ujetnike.  Enlil je protestiral, češ da so bogovi Ešumeše nedolžni, zato jim je Marduk sodil pred Anunakiji. Besedilo se konča z Damkianinim (Ninhursaginim) opozorilom bogovom in človeštvu in prošnjo, naj ne začenjajo nove vojne med Anunakiji in bogovi Ešumeše.

## Rodoslovje sumerskih bogov
|  |  |            |            |            |            |            |            |        |        |        |        |        |        |         |         |         |         |                |                |                |                |                |                |                            |                            |                                                  |                                                  |                                                  |                                                  |                                                  |                                                  |                        |                        |                         |                         |                         |                         | An                      |                         |                    |                    |                    |                    |                         |                         |                         |                         |                         |                         |                               |                               |                               |                               |                               |                               |                              |                              |                              |                              |        |        |                       |                       |                       |                       |                       |                       |  |  |
|  |  |            |            |            |            |            |            |        |        |        |        |        |        |         |         |         |         |                |                |                |                |                |                |                            |                            |                                                  |                                                  |                                                  |                                                  |                                                  |                                                  |                        |                        |                         |                         |                         |                         |                         |                         |                    |                    |                    |                    |                         |                         |                         |                         |                         |                         |                               |                               |                               |                               |                               |                               |                              |                              |                              |                              |        |        |                       |                       |                       |                       |                       |                       |  |  |
|  |  |            |            |            |            |            |            |        |        |        |        |        |        |         |         |         |         |                |                |                |                |                |                |                            |                            |                                                  |                                                  |                                                  |                                                  |                                                  |                                                  |                        |                        |                         |                         |                         |                         |                         |                         |                    |                    |                    |                    |                         |                         |                         |                         |                         |                         |                               |                               |                               |                               |                               |                               |                              |                              |                              |                              |        |        |                       |                       |                       |                       |                       |                       |  |  |
|  |  | Ninhursaga | Ninhursaga | Ninhursaga | Ninhursaga | Ninhursaga | Ninhursaga |        |        |        |        |        |        |         |         |         |         | Enki sin Nammu | Enki sin Nammu | Enki sin Nammu | Enki sin Nammu | Enki sin Nammu | Enki sin Nammu |                            |                            |                                                  |                                                  |                                                  |                                                  | Ningikuga hčerka Nammu                           | Ningikuga hčerka Nammu                           | Ningikuga hčerka Nammu | Ningikuga hčerka Nammu | Ningikuga hčerka Nammu  | Ningikuga hčerka Nammu  |                         |                         | Nisaba hčerka Uraš      | Nisaba hčerka Uraš      | Nisaba hčerka Uraš | Nisaba hčerka Uraš | Nisaba hčerka Uraš | Nisaba hčerka Uraš |                         |                         |                         |                         |                         |                         | Haja                          | Haja                          | Haja                          | Haja                          | Haja                          | Haja                          |                              |                              |                              |                              |        |        |                       |                       |                       |                       |                       |                       |  |  |
|  |  | Ninhursaga | Ninhursaga | Ninhursaga | Ninhursaga | Ninhursaga | Ninhursaga |        |        |        |        |        |        |         |         |         |         | Enki sin Nammu | Enki sin Nammu | Enki sin Nammu | Enki sin Nammu | Enki sin Nammu | Enki sin Nammu |                            |                            |                                                  |                                                  |                                                  |                                                  | Ningikuga hčerka Nammu                           | Ningikuga hčerka Nammu                           | Ningikuga hčerka Nammu | Ningikuga hčerka Nammu | Ningikuga hčerka Nammu  | Ningikuga hčerka Nammu  |                         |                         | Nisaba hčerka Uraš      | Nisaba hčerka Uraš      | Nisaba hčerka Uraš | Nisaba hčerka Uraš | Nisaba hčerka Uraš | Nisaba hčerka Uraš |                         |                         |                         |                         |                         |                         | Haja                          | Haja                          | Haja                          | Haja                          | Haja                          | Haja                          |                              |                              |                              |                              |        |        |                       |                       |                       |                       |                       |                       |  |  |
|  |  |            |            |            |            |            |            |        |        |        |        |        |        |         |         |         |         |                |                |                |                |                |                |                            |                            |                                                  |                                                  |                                                  |                                                  |                                                  |                                                  |                        |                        |                         |                         |                         |                         |                         |                         |                    |                    |                    |                    |                         |                         |                         |                         |                         |                         |                               |                               |                               |                               |                               |                               |                              |                              |                              |                              |        |        |                       |                       |                       |                       |                       |                       |  |  |
|  |  |            |            |            |            |            |            | Ninsar | Ninsar | Ninsar | Ninsar | Ninsar | Ninsar |         |         |         |         |                |                |                |                |                |                |                            |                            |                                                  |                                                  |                                                  |                                                  |                                                  |                                                  |                        |                        |                         |                         |                         |                         |                         |                         |                    |                    |                    |                    | Ninlil                  | Ninlil                  | Ninlil                  | Ninlil                  | Ninlil                  | Ninlil                  |                               |                               |                               |                               |                               |                               | Enlil                        | Enlil                        | Enlil                        | Enlil                        | Enlil  | Enlil  |                       |                       |                       |                       |                       |                       |  |  |
|  |  |            |            |            |            |            |            |        | Ninsar | Ninsar | Ninsar | Ninsar | Ninsar |         |         |         |         |                |                |                |                |                |                |                            |                            |                                                  |                                                  |                                                  |                                                  |                                                  |                                                  |                        |                        |                         |                         |                         |                         |                         |                         |                    |                    |                    |                    | Ninlil                  | Ninlil                  | Ninlil                  | Ninlil                  | Ninlil                  | Ninlil                  |                               |                               |                               |                               |                               |                               | Enlil                        | Enlil                        | Enlil                        | Enlil                        | Enlil  | Enlil  |                       |                       |                       |                       |                       |                       |  |  |
|  |  |            |            |            |            |            |            |        |        |        |        |        |        |         |         |         |         |                |                |                |                |                |                |                            |                            |                                                  |                                                  |                                                  |                                                  |                                                  |                                                  |                        |                        |                         |                         |                         |                         |                         |                         |                    |                    |                    |                    |                         |                         |                         |                         |                         |                         |                               |                               |                               |                               |                               |                               |                              |                              |                              |                              |        |        |                       |                       |                       |                       |                       |                       |  |  |
|  |  |            |            |            |            |            |            |        |        |        |        |        |        |         |         |         |         |                |                |                |                |                |                |                            |                            |                                                  |                                                  |                                                  |                                                  |                                                  |                                                  |                        |                        |                         |                         |                         |                         |                         |                         |                    |                    |                    |                    |                         |                         |                         |                         |                         |                         |                               |                               |                               |                               |                               |                               |                              |                              |                              |                              |        |        |                       |                       |                       |                       |                       |                       |  |  |
|  |  |            |            |            |            |            |            |        |        |        |        |        |        | Ninkura | Ninkura | Ninkura | Ninkura | Ninkura        | Ninkura        |                |                |                |                | Ningal morda hčerka Enlila | Ningal morda hčerka Enlila | Ningal morda hčerka Enlila                       | Ningal morda hčerka Enlila                       | Ningal morda hčerka Enlila                       | Ningal morda hčerka Enlila                       |                                                  |                                                  |                        |                        |                         |                         | Nanna                   | Nanna                   | Nanna                   | Nanna                   | Nanna              | Nanna              |                    |                    | Nergal morda sin Enkija | Nergal morda sin Enkija | Nergal morda sin Enkija | Nergal morda sin Enkija | Nergal morda sin Enkija | Nergal morda sin Enkija |                               |                               |                               |                               | Ninurta morda sin Ninhursage  | Ninurta morda sin Ninhursage  | Ninurta morda sin Ninhursage | Ninurta morda sin Ninhursage | Ninurta morda sin Ninhursage | Ninurta morda sin Ninhursage |        |        | Nintinuga hčerka Uraš | Nintinuga hčerka Uraš | Nintinuga hčerka Uraš | Nintinuga hčerka Uraš | Nintinuga hčerka Uraš | Nintinuga hčerka Uraš |  |  |
|  |  |            |            |            |            |            |            |        |        |        |        |        |        | Ninkura | Ninkura | Ninkura | Ninkura | Ninkura        | Ninkura        |                |                |                |                | Ningal morda hčerka Enlila | Ningal morda hčerka Enlila | Ningal morda hčerka Enlila                       | Ningal morda hčerka Enlila                       | Ningal morda hčerka Enlila                       | Ningal morda hčerka Enlila                       |                                                  |                                                  |                        |                        |                         |                         | Nanna                   | Nanna                   | Nanna                   | Nanna                   | Nanna              | Nanna              |                    |                    | Nergal morda sin Enkija | Nergal morda sin Enkija | Nergal morda sin Enkija | Nergal morda sin Enkija | Nergal morda sin Enkija | Nergal morda sin Enkija |                               |                               |                               |                               | Ninurta morda sin Ninhursage  | Ninurta morda sin Ninhursage  | Ninurta morda sin Ninhursage | Ninurta morda sin Ninhursage | Ninurta morda sin Ninhursage | Ninurta morda sin Ninhursage |        |        | Nintinuga hčerka Uraš | Nintinuga hčerka Uraš | Nintinuga hčerka Uraš | Nintinuga hčerka Uraš | Nintinuga hčerka Uraš | Nintinuga hčerka Uraš |  |  |
|  |  |            |            |            |            |            |            |        |        |        |        |        |        |         |         |         |         |                |                |                |                |                |                |                            |                            |                                                  |                                                  |                                                  |                                                  |                                                  |                                                  |                        |                        |                         |                         |                         |                         |                         |                         |                    |                    |                    |                    |                         |                         |                         |                         |                         |                         |                               |                               |                               |                               |                               |                               |                              |                              |                              |                              |        |        |                       |                       |                       |                       |                       |                       |  |  |
|  |  |            |            |            |            |            |            |        |        |        |        |        |        |         |         |         |         |                |                |                |                |                |                |                            |                            |                                                  |                                                  |                                                  |                                                  |                                                  |                                                  |                        |                        |                         |                         |                         |                         |                         |                         |                    |                    |                    |                    |                         |                         |                         |                         |                         |                         |                               |                               |                               |                               |                               |                               |                              |                              |                              |                              |        |        |                       |                       |                       |                       |                       |                       |  |  |
|  |  |            |            |            |            |            |            |        |        |        |        |        |        |         |         |         |         | Uttu           | Uttu           | Uttu           | Uttu           | Uttu           | Uttu           |                            |                            | Inana morda tudi hčerka Enkija, Enlila ali Anuja | Inana morda tudi hčerka Enkija, Enlila ali Anuja | Inana morda tudi hčerka Enkija, Enlila ali Anuja | Inana morda tudi hčerka Enkija, Enlila ali Anuja | Inana morda tudi hčerka Enkija, Enlila ali Anuja | Inana morda tudi hčerka Enkija, Enlila ali Anuja |                        |                        | Dumuzi morda sin Enkija | Dumuzi morda sin Enkija | Dumuzi morda sin Enkija | Dumuzi morda sin Enkija | Dumuzi morda sin Enkija | Dumuzi morda sin Enkija |                    |                    | Utu                | Utu                | Utu                     | Utu                     | Utu                     | Utu                     |                         |                         | Ereškigal poročena z Nergalom | Ereškigal poročena z Nergalom | Ereškigal poročena z Nergalom | Ereškigal poročena z Nergalom | Ereškigal poročena z Nergalom | Ereškigal poročena z Nergalom |                              |                              |                              |                              |        |        |                       |                       |                       |                       |                       |                       |  |  |
|  |  |            |            |            |            |            |            |        |        |        |        |        |        |         |         |         |         | Uttu           | Uttu           | Uttu           | Uttu           | Uttu           | Uttu           |                            |                            | Inana morda tudi hčerka Enkija, Enlila ali Anuja | Inana morda tudi hčerka Enkija, Enlila ali Anuja | Inana morda tudi hčerka Enkija, Enlila ali Anuja | Inana morda tudi hčerka Enkija, Enlila ali Anuja | Inana morda tudi hčerka Enkija, Enlila ali Anuja | Inana morda tudi hčerka Enkija, Enlila ali Anuja |                        |                        | Dumuzi morda sin Enkija | Dumuzi morda sin Enkija | Dumuzi morda sin Enkija | Dumuzi morda sin Enkija | Dumuzi morda sin Enkija | Dumuzi morda sin Enkija |                    |                    | Utu                | Utu                | Utu                     | Utu                     | Utu                     | Utu                     |                         |                         | Ereškigal poročena z Nergalom | Ereškigal poročena z Nergalom | Ereškigal poročena z Nergalom | Ereškigal poročena z Nergalom | Ereškigal poročena z Nergalom | Ereškigal poročena z Nergalom |                              |                              |                              |                              |        |        |                       |                       |                       |                       |                       |                       |  |  |
|  |  |            |            |            |            |            |            |        |        |        |        |        |        |         |         |         |         |                |                |                |                |                |                |                            |                            |                                                  |                                                  |                                                  |                                                  |                                                  |                                                  |                        |                        |                         |                         |                         |                         |                         |                         |                    |                    |                    |                    |                         |                         |                         |                         |                         |                         |                               |                               |                               |                               |                               |                               |                              |                              |                              |                              |        |        |                       |                       |                       |                       |                       |                       |  |  |
|  |  |            |            |            |            |            |            |        |        |        |        |        |        |         |         |         |         |                |                |                |                |                |                |                            |                            |                                                  |                                                  |                                                  |                                                  |                                                  |                                                  |                        |                        |                         |                         |                         |                         |                         |                         |                    |                    |                    |                    |                         |                         |                         |                         |                         |                         |                               |                               |                               |                               |                               |                               |                              |                              |                              |                              |        |        |                       |                       |                       |                       |                       |                       |  |  |
|  |  |            |            |            |            |            |            |        |        |        |        |        |        |         |         |         |         |                |                |                |                |                |                |                            |                            |                                                  |                                                  |                                                  |                                                  |                                                  |                                                  |                        |                        |                         |                         |                         |                         | Meškiagašer             | Meškiagašer             | Meškiagašer        | Meškiagašer        | Meškiagašer        | Meškiagašer        |                         |                         | Lugalbanda              | Lugalbanda              | Lugalbanda              | Lugalbanda              | Lugalbanda                    | Lugalbanda                    |                               |                               |                               |                               |                              |                              | Ninsun                       | Ninsun                       | Ninsun | Ninsun | Ninsun                | Ninsun                |                       |                       |                       |                       |  |  |
|  |  |            |            |            |            |            |            |        |        |        |        |        |        |         |         |         |         |                |                |                |                |                |                |                            |                            |                                                  |                                                  |                                                  |                                                  |                                                  |                                                  |                        |                        |                         |                         |                         |                         | Meškiagašer             | Meškiagašer             | Meškiagašer        | Meškiagašer        | Meškiagašer        | Meškiagašer        |                         |                         | Lugalbanda              | Lugalbanda              | Lugalbanda              | Lugalbanda              | Lugalbanda                    | Lugalbanda                    |                               |                               |                               |                               |                              |                              | Ninsun                       | Ninsun                       | Ninsun | Ninsun | Ninsun                | Ninsun                |                       |                       |                       |                       |  |  |
|  |  |            |            |            |            |            |            |        |        |        |        |        |        |         |         |         |         |                |                |                |                |                |                |                            |                            |                                                  |                                                  |                                                  |                                                  |                                                  |                                                  |                        |                        |                         |                         |                         |                         |                         |                         |                    |                    |                    |                    |                         |                         |                         |                         |                         |                         |                               |                               |                               |                               |                               |                               |                              |                              |                              |                              |        |        |                       |                       |                       |                       |                       |                       |  |  |
|  |  |            |            |            |            |            |            |        |        |        |        |        |        |         |         |         |         |                |                |                |                |                |                |                            |                            |                                                  |                                                  |                                                  |                                                  |                                                  |                                                  |                        |                        |                         |                         |                         |                         | Enmerkar                | Enmerkar                | Enmerkar           | Enmerkar           | Enmerkar           | Enmerkar           |                         |                         |                         |                         |                         |                         |                               |                               | Gilgameš                      | Gilgameš                      | Gilgameš                      | Gilgameš                      | Gilgameš                     | Gilgameš                     |                              |                              |        |        |                       |                       |                       |                       |                       |                       |  |  |
|  |  |            |            |            |            |            |            |        |        |        |        |        |        |         |         |         |         |                |                |                |                |                |                |                            |                            |                                                  |                                                  |                                                  |                                                  |                                                  |                                                  |                        |                        |                         |                         |                         |                         | Enmerkar                | Enmerkar                | Enmerkar           | Enmerkar           | Enmerkar           | Enmerkar           |                         |                         |                         |                         |                         |                         |                               |                               | Gilgameš                      | Gilgameš                      | Gilgameš                      | Gilgameš                      | Gilgameš                     | Gilgameš                     |                              |                              |        |        |                       |                       |                       |                       |                       |                       |  |  |
|  |  |            |            |            |            |            |            |        |        |        |        |        |        |         |         |         |         |                |                |                |                |                |                |                            |                            |                                                  |                                                  |                                                  |                                                  |                                                  |                                                  |                        |                        |                         |                         |                         |                         |                         |                         |                    |                    |                    |                    |                         |                         |                         |                         |                         |                         |                               |                               | Ur-Nungal                     |                               |                               |                               |                              |                              |                              |                              |        |        |                       |                       |                       |                       |                       |                       |  |  |